# Pozwól żyć
Pozwól żyć è il singolo di debutto della cantante pop polacca Gosia Andrzejewicz.

## Classifiche
| Classifica (2005)      | Posizione massima |
| ---------------------- | ----------------- |
| Polish Singles Chart   | 41                |
| European Singles Chart | 104               |